# Jean-Charles Pichegru
Jean-Charles Pichegru (16 de febrero de 1761 - 5 de abril de 1804) fue un general francés y figura política de la Revolución francesa y de las Guerras Revolucionarias Francesas.

## Juventud y carrera
Nacido en Arbois (o, según Charles Nodier, en Les Planches, cerca de Lons-le-Saunier), fue hijo de un campesino. Los frailes de Arbois estuvieron encargados de su educación, y lo mandaron a la escuela militar de Brienne-le-Château. En 1783 entró en el 1.er regimiento de artillería, donde rápidamente ascendió al rango de Ayudante-Subteniente, y sirvió brevemente en la Guerra de Independencia de los Estados Unidos.
Cuando la Revolución estalló en 1789, se convirtió en jefe del Club de los Jacobinos en Besanzón, y, cuando un regimiento de voluntarios del departamento de Gard marchó por la ciudad, fue elegido teniente coronel.

## Frente del Rin

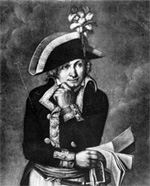
Charles Pichegru como General en el Ejército Revolucionario Francés, 1794.

La excelente condición de su regimiento fue advertida en la sección del Rin del Ejército Revolucionario Francés, y su capacidad de organización lo llevó a ser destinado al cuartel general, para luego ser promovido a General de brigada (Général de brigade).
En 1793 Lazare Carnot y Louis de Saint-Just fueron enviados a encontrar generales que los revolucionarios llamaban roturier (no aristocráticos), lo que resultaría tener éxito (ver: Guerras Revolucionarias Francesas: Campañas de 1793). Carnot descubrió a Jean-Baptiste Jourdan, y Saint-Just descubrió a Louis Lazare Hoche y a Pichegru. En cooperación con Hoche y el ejército del Mosela, Pichegru, como General de división (Général de division) y al mando del ejército del Rin, reconquistó Alsacia y reorganizó las derrotadas tropas de la República Francesa. Ellos tuvieron éxito, ya que Pichegru hizo uso de la moral de sus soldados para vencer en numerosas escaramuzas, y Hoche tomó por asalto las líneas en Haguenau y auxilió Landau.

## Frente del norte
Ver: Campaña de Flandes
En diciembre de 1793 Hoche fue arrestado, probablemente a causa de las denuncias de sus colegas, y Pichegru se convirtió en comandante en jefe del ejército del Rin-y-Mosela, y luego fue convocado para suceder a Jourdan en el ejército del Norte en febrero de 1794, luchando más tarde en tres importantes campañas del año (ver: Guerras Revolucionarias Francesas: Campañas de 1794). Las fuerzas del Reino de Gran Bretaña y de la Austria de los Habsburgo ocupaban una fuerte posición del Sambre al mar del Norte.

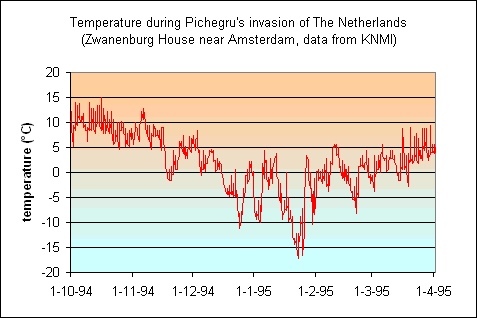
Temperatura durante la campaña de invierno de los Países Bajos en los años 1794/1795.

Después de intentar romper el centro del ejército austríaco, Pichegru repentinamente giró hacia su izquierda, y derrotó al conde de Clerfayt en Cassel, Menen y Courtrai, mientras que Jean Victor Marie Moreau, su segundo en el mando, derrotó al príncipe Josías de Coburgo en la batalla de Tourcoing en mayo de 1794. Tras una pausa, durante la que Pichegru fingió el asedio de Ypres, atacó de nuevo a Clerfayt, y lo derrotó en Roeselare y Hooglede, mientras que Jourdan llegó con el nuevo ejército del Sambre-y-Mosa, y derrotó a los austríacos en la batalla de Fleurus (27 de junio de 1794).
Pichegru comenzó su segunda campaña cruzando el Mosa el 18 de octubre, y, después tomando Nimega, empujó a los austríacos más allá del Rin. Entonces, en vez de establecer cuarteles de invierno, preparó su ejército para una campaña de invierno. El 28 de diciembre cruzó el Mosa, que en parte estaba congelado, y tomó por asalto la isla de Bommel, luego cruzó el río Waal, y, expulsando a los británicos, entró en Utrecht el 19 de enero, y en Ámsterdam el 20 de enero, y rápidamente ocupó todos los Países Bajos.
Esta importante victoria en los Países Bajos tuvo episodios únicos, como la toma de la flota holandesa, que estaba bloqueada por el hielo en Den Helder, por los húsares franceses (ver: Captura de la flota holandesa en Den Helder), y la disciplina excepcional de los batallones franceses en Ámsterdam, que, a pesar de que tuvieron la ocasión de saquear la ciudad más rica de Europa, demostraron tener autodominio.

## Termidor y el Directorio

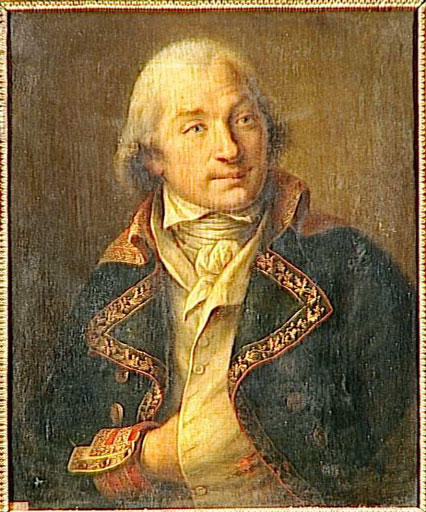
Jean-Charles Pichegru.

A pesar de que fue un antiguo compañero de Saint-Just, Pichegru ofreció sus servicios a la Reacción termidoriana, y, después de haber recibido el título de Sauveur de la Patrie ("Salvador de la Patria") que le dio la Convención Nacional, reprimió a los sans culottes de París, cuando estos se sublevaron contra la Convención el 12 de germinal (1 de abril).
Pichegru después tomó el mando de los ejércitos del Norte, del Sambre-y-Mosa, y del Rin, y, cruzando el Rin en masa, tomó Mannheim en mayo de 1795. A pesar de que se convirtió en un héroe de la Revolución, dejó que su colega Jourdan fuera derrotado, reveló todos sus planes al enemigo, y tomó parte en la organización de una conspiración para el retorno y la coronación de Luis XVIII como Rey de Francia. Los planes fueron sospechados, y, cuando él ofreció su dimisión al Directorio en octubre de 1795, este rápidamente aceptó (con gran sorpresa suya). Se retiró en desgracia, pero consiguió que el Consejo de los Quinientos lo eligiera en mayo de 1797 como jefe de los realistas.

## Intentos de golpe de Estado y muerte
Él planeó el golpe de Estado conocido como el 18 de fructidor, pero fue arrestado y deportado con otros catorce conspiradores a Cayena, Guayana Francesa, en 1797. Logró escaparse y huyó a Londres en 1798, sirviendo en el Estado Mayor del general Aleksandr Rimski-Kórsakov en la campaña de 1799.
Pichegru fue a París en agosto de 1803 con Georges Cadoudal para encabezar un levantamiento realista contra el primer cónsul, Napoleón Bonaparte. Traicionado por un partidario, fue arrestado el 28 de febrero de 1804, y más tarde fue encontrado estrangulado en prisión. Se ha afirmado a menudo que fue asesinado por orden es de Napoleón, pero no hay fundamento para el rumor.